# Салопек-Луке
45°05′ пн. ш. 15°41′ сх. д. / 45.09° пн. ш. 15.69° сх. д.
Салопек-Луке (хорв. Salopek Luke) — населений пункт у Хорватії, в Карловацькій жупанії у складі міста Слунь.

## Населення
Населення за даними перепису 2011 року становило 17 осіб.
Динаміка чисельності населення поселення: